# リヒャルディス
リヒャルディス（Richardis, 840年ごろ - 895年ごろ9月18日）は、カロリング帝国のローマ皇帝カール3世の皇后。その敬虔さで知られ、アンドー修道院の初代修道院長となった。リヒャルディスは夫カール3世から離婚されたが、キリスト教の強い信仰心の模範となり、その規範となった。1049年に聖人とされた。

## 生涯
アハロルフィング家のノルトガウ伯エルヒャンガーの娘としてアルザスで生まれた。862年にカール3世と結婚し、881年に夫と共にローマで教皇ヨハネス8世より戴冠を受けた。この結婚から子供は生まれなかった。
カール3世の治世は、国内外で争いが続き、それは主にフランス北部海岸地域におけるノルマン人侵略者の繰り返される略奪が原因であった。これらの攻撃は、侵略者の力を増大させ、もはや沿岸地域の略奪だけでは満足できず、川沿いの街に注目するようになった。カロリング朝の君主らはこの外憂に効果的に対処することができなかった。
887年までに、カールは狂気の発作で倒れるようになっていた。この危機の中、リヒャルディスは夫の代わりに統治をおこなおうとしたが、うまくいかなかった。強大すぎる権力を持ち嫌悪されていたベルチェリ司教でカール3世の書記長リウトヴァルトを打倒する計画の中で、リウトヴァルトとリヒャルディスはカールとその廷臣らから姦通の疑いで糾弾された。カールは自分たちの結婚は完遂されていないと主張し、離婚を要求した。リヒャルディスは火による神明裁判にかけられたが、無事に切り抜けることができた。
一族に守られ、リヒャルディスはアンドー修道院に隠棲した。アンドー修道院は、リヒャルディスが故郷の地に880年に創建した修道院であり、姪のロトロートが修道院長をつとめていた（リヒャルディス自身はすでにゼッキンゲンおよびチューリッヒの修道院で在俗修道院長をつとめていた）。リヒャルディスは9月18日にアンドーで死去し、そこに葬られた。

## 伝説

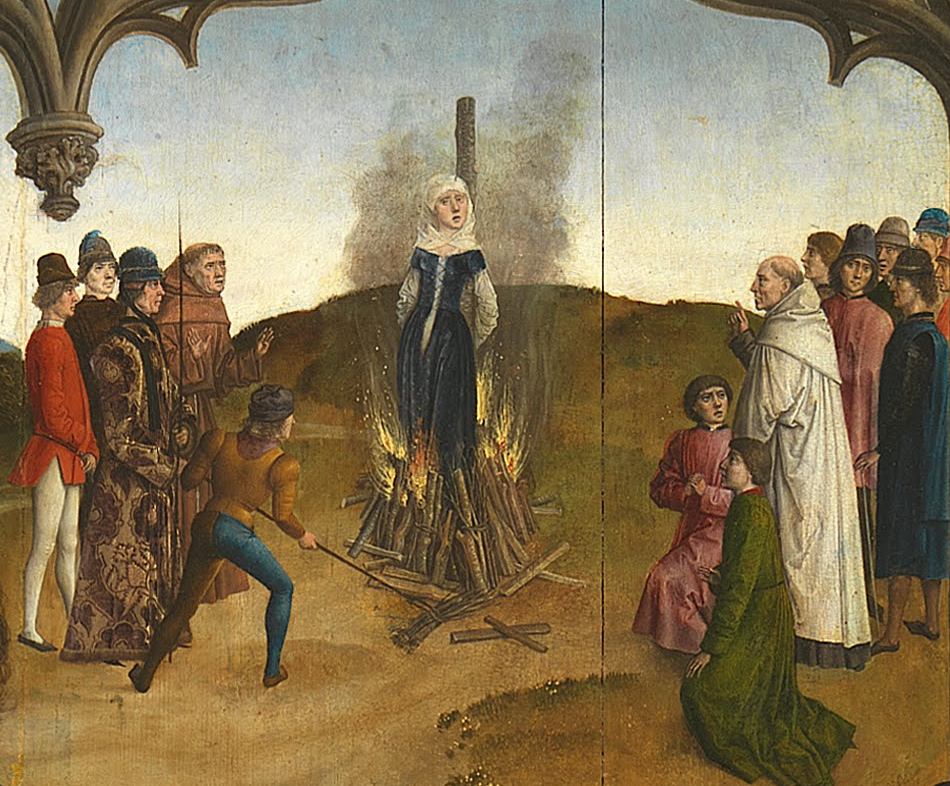
神明裁判で火にかけられるリヒャルディス（ディルク・ボウツ画）

リヒャルディスの死後、その生涯に関する伝説ができあがった。その伝説は、リヒャルディスは高潔であったにもかかわらず、夫カール3世はリヒャルディスを不品行で糾弾し続けたというものである。カールは10年以上リヒャルディスを責め続け、夫カールに無実を証明しようとする中、リヒャルディスは最終的に神妙裁判で火にかけられた。リヒャルディスは裸足でその服はろうでおおわれていたにもかかわらず、火がリヒャルディスに燃え移ることはなかった。夫の変わらない疑念に落胆し、リヒャルディスは宮廷を去り、森をさまよった。そこでリヒャルディスは天使に会い、ある場所に修道院を建設するよう命じ、1頭の熊がその場所をリヒャルディスに示したという。川岸のヴァル・デレオン（Val d'Eleon）で、リヒャルディスは1頭の熊がはいつくばって地面をひっかいているのを見つけ、そこにアンドー修道院を建設したという。
他の伝説は以下のようである。リヒャルディスは母熊が森の中で小熊が死んで悲しんでいるのを見つけた。リヒャルディスがその小熊を抱えたとき、小熊は息を吹き返した。この奇跡の後、熊の親子は生涯をリヒャルディスに捧げたという。
しかし、アンドー修道院はカールがリヒャルディスを離縁する7年前にはすでに創建されており、この地はすでに熊と関連があった。熊の伝説から、アンドー修道院の修道女たちは長い間熊を保護し、熊の飼育人の自由な通行を許可していた。今日でもリヒャルディスの肖像にはしばしば熊が添えられている。

## 列聖
リヒャルディスは後に列聖され、その遺骸は1049年11月に教皇レオ9世により、修道院教会に新たに建設されたより立派な墓に改葬された。現在の墓は1350年以降のものである。
リヒャルディスはアンドーおよび火からの保護に関する守護聖人である。リヒャルディスの宗教画は、皇后で修道女、および火による神明裁判を表している。また、熊やすきの刃はアンドー修道院の創建にまつわる伝説を表している。